# Amerikai Fizikai Társaság
Az Amerikai Fizikai Társaság (angolul American Physical Society, APS) a világ második legnagyobb fizikus szervezete a német Deutsche Physikalische Gesellschaft után. A Társaság több mint egy tucat tudományos folyóiratot publikál (köztük a neves Physical Review-t és Physical Review Letterst), valamint évente több mint 20 tudományos találkozót szervez. Az American Institute of Physics szervezet tagja.

## Története
Az Amerikai Fizikai Társaságot 1899. május 20-án alapította 36 fizikus a Columbia Egyetemen. A Társaság célja a fizika haladásának és terjesztésének elősegítése. A kezdeti években az egyedüli aktivitás az évenkénti négy  tudományos találkozó megszervezése volt. 1913-ban átvette a Physical Review folyóirat gondozását, amely a fő aktivitás lett. Ezt követte 1929-ben a Reviews of Modern Physics, majd 1958-ban a Physical Review Letters. Idővel az utóbbi folyóirat – a fizika nagyarányú fejlődése nyomán –  öt különböző szegmensre tagozódott. Az utóbbi években kiszélesedett a Társaság működési köre. Szövetségi támogatás is segítette a fejlődést, kiváltképp a II:Világháború utáni évektől. A Társaság aktívan részt vesz civil és kormányzati projektekben és a nemzetközi fizikus világban. A Társaság kiterjedt programokat menedzsel az oktatás  és a média területén.
APS-nek 14 divíziója van, 11 különféle témakörre specializálódott csoporttal, amelyek lefedik a fizikai kutatások területeit. Van 6 fórum, ahol párbeszédre van lehetőség a 47000 tag között, ezek 9 földrajzi területre bontott szekcióban történhetnek.
1999-ben ünnepelték a 100. évfordulót Atlantában, amely az addigi  legnagyobb fizikus találkozó volt. 2005-ben vezető szerepet vállalt a Fizikus Világtalálkozó szervezésében. Ebbe tartozott az Albert Einstein annus mirabilis 100. évforduló is. Az Einstein@Home, – az egyik APS kezdeményezés – jelenleg is működő, népszerű számítástechnikai projekt.

## APS karrierközpont
Az APS Careers in Physics weboldal egy kapu fizikusoknak, diákoknak és a fizika iránt érdeklődőknek, ahol információkhoz lehet jutni, valamint fizikusi állás lehetőségek is láthatók. Tanácsok és blog lehetőségek is találhatók.

## Fizikai díjak

### Lilienfeld díj
APS 1989-ben hozta létre a Julius Edgar Lilienfeld díjat, amelyet – 2002 kivételével - évente ítélnek oda. A díj célja, elismerés a fizika kimagasló művelőinek. A díjazottak között található: Michael Berry, Alan Guth, Stephen Hawking, Frank Wilczek.

### APS-  Maria Goeppert Mayer pályadíj
A Maria Goeppert Mayer díj elismerés a fizikusnők részére, támogatás karrierjük korai éveire és lehetőségnyújtás publikálásra.

### J. J. Sakurai díj elméleti részecske fizika területére
A díjat J. J. Sakurai részecske fizikus  családja és barátai  alapították 1985-ben.
A díjat az APS évi áprilisi találkozóján ítélik oda. A díjjal az egyik legnagyobb presztízsű fizikai díj, amely pénzjutalommal és utazási támogatással is jár.

### További díjak
- Fluid Dynamics Prize
- Otto Laporte Award
- Aneesur Rahman Prize
- Max Delbruck Prize
- David Adler Lectureship Award in the Field of Materials Physics
- Einstein-díj

## Nyilatkozat a klimaváltozásról
2007-ben az APS elfogadott egy nyilatkozatot a klimaváltozásról. Az APS felszólítja a kormányokat, egyetemeket, nemzeti laboratóriumokat: aktívan támogassák a klimaváltozást csökkentő, az üvegházhatást növelő gázok csökkentésének folyamatát.

## Fordítás
- Ez a szócikk részben vagy egészben  az    American Physical Society  című angol Wikipédia-szócikk fordításán alapul.  Az eredeti cikk szerkesztőit annak laptörténete sorolja fel. Ez a jelzés csupán a megfogalmazás eredetét és a szerzői jogokat jelzi, nem szolgál a cikkben szereplő információk forrásmegjelöléseként.